# Gnophosema leucites
Gnophosema leucites är en fjärilsart som beskrevs av Edward P. Wiltshire 1980. Gnophosema leucites ingår i släktet Gnophosema och familjen mätare. Inga underarter finns listade i Catalogue of Life.